# Planet Claire (chanson)
Pour l’article homonyme, voir Planet Claire.
Singles de The B-52's
Rock Lobster
(1978/1979) Dance This Mess Around
(1979)
Planet Claire est une chanson du groupe américain The B-52's sortie en single le 6 juillet 1979, précédant l'album The B-52's dont elle est tirée.
Écrite et composée par Fred Schneider, Keith Strickland, Kate Pierson, Cindy Wilson et Ricky Wilson, elle emprunte la rythmique du morceau Peter Gunn Theme composé par Henry Mancini.
Seuls les noms de Fred Schneider et Keith Strickland apparaissaient dans les crédits sur le single et l'album. 
Planet Claire est devenue, au même titre que Rock Lobster, une chanson phare du groupe, même si son impact dans les classements des ventes lors de sa sortie fut modeste.
En 1986, Island Records publie en Europe un single double face A où Planet Claire est associée à Rock Lobster, se classant 12e dans les charts britanniques.
Le groupe Foo Fighters a repris le morceau avec Fred Schneider au chant lors d'un concert à New York en 2002. L'enregistrement figure en face B du single des Foo Fighters Times Like These.
La chanson a inspiré une comédie musicale rock, également titrée Planet Claire, mise en scène par Tad Janes et jouée pour la première fois en 2002 par le Maryland Ensemble Theatre.
En 2017, la chanson est reprise par le groupe de metal industriel français Treponem Pal sur l'album Rockers' Vibes.

## La chanson
Planet Claire évoque un univers de science-fiction loufoque.
Une longue intro instrumentale plonge l'auditeur dans l'ambiance d'un film de science-fiction des années 1950, avec des bruitages électroniques, un signal radio en morse, un thème musical joué à l'orgue Farfisa auquel se superpose la voix de Kate Pierson, le tout emmené par la rythmique et les riffs du guitariste Ricky Wilson.
Fred Schneider ne commence à chanter que deux minutes et trente secondes après le début du morceau. Il est question d'une extraterrestre dont l'origine ne fait aucun doute pour le narrateur : elle vient de la planète Claire, et non pas, comme le disent certains, de la planète Mars ou d'une étoile que l'on ne voit briller qu'après trois heures et demie du matin.

## Formats
45 tours 1979
- Face A : Planet Claire - 4:35
- Face B : There's A Moon In The Sky (Called The Moon) - 4:54

45 tours Island 1986
- Face A : Rock Lobster - 3:58
- Face B : Planet Claire - 4:35

Maxi 45 tours Island 1986
- A1 : Rock Lobster - 3:58
- A2 : Planet Claire - 4:35
- B1 : Song For A Future Generation - 4:00
- B2 : Give Me Back My Man - 3:59

## Musiciens
- Fred Schneider : chant, talkie-walkie
- Kate Pierson : chœurs, orgue, synthétiseur basse
- Cindy Wilson : bongos
- Ricky Wilson : guitare électrique
- Keith Strickland : batterie

## Classements hebdomadaires
| Classement (1979-1980)           | Meilleure place |
| -------------------------------- | --------------- |
| Australie (ARIA)                 | 43              |
| États-Unis (Hot Dance Club Play) | 24              |
| Nouvelle-Zélande (RMNZ)          | 35              |

| Classement (1986)              | Meilleure place |
| ------------------------------ | --------------- |
| Irlande (IRMA)                 | 20              |
| Royaume-Uni (UK Singles Chart) | 12              |